# Football Club Civics
Il FC Civics è una società calcistica di Windhoek, capitale della Namibia. Milita nella massima divisione del campionato namibiano e ha sede a Khomasdal, a nord della città. Disputa le partite interne nello Stadio Sam Nujoma (25.500 posti), situato nella zona meridionale della capitale.
Dal 2000 al 2007 il club era conosciuto anche come Buschschule Civics.

## Storia
Il club nacque nel 1983 per iniziativa di un gruppo di giovani studenti, che chiamarono il sodalizio Bethlehem Boys ispirandosi al nome di una strada locale. Dopo la denominazione fu cambiata in Mighty Civilians, prima che si ripristinasse il nome Civics. Ancora oggi l'ossatura della formazione è costituita da giocatori di Khomasdal o della vicina provincia di Katutura.
Negli anni duemila i Civics sono ascesi alla ribalta nazionale, diventando uno dei club più forti del paese dopo gli umili inizi. Una delle figure di spicco per il successo della squadra è Helmut Scharnowski, originario di Flensburgo, città della Germania settentrionale, attuale presidente e allenatore della squadra.

## Palmarès
- Campionati namibiani: 3

2005, 2006, 2007
- Coppa della Namibia: 1

2003

## Giocatori celebri

### Passati
- Collin Benjamin
- Heinrich Isaacks
- Robert Nauseb

### Attuali
- Brian Brendell
- William Chilufya
- Floris Diergaardt
- Quinton Jacobs
- Rudi Louw
- Jamuovandu Ngatjizeko